# Glasögonvaktel
Glasögonvaktel (Cyrtonyx ocellatus) är en fågel i familjen tofsvaktlar inom ordningen hönsfåglar.

## Utbredning
Den förekommer i ek- och tallskogar från södra Mexiko till norra Nicaragua.

## Status
IUCN kategoriserar arten som sårbar.